# Pilzkorallen-Seenadel
Die Pilzkorallen-Seenadel (Siokunichthys nigrolineatus) ist eine kleine Seenadelart, die im westlichen Pazifik in den küstennahen Korallenriffen Indonesiens, der Philippinen und Neuguineas vorkommt. Sie lebt in kleinen Gruppen zwischen den Tentakeln von Pilzkorallen (Fungiidae). Ihr bevorzugtes Habitat liegt in Wassertiefen von zehn bis zwanzig Metern, vor allem in der Nähe von Lagunen und an der Basis kleiner Erhebungen in Innenriffen, an denen beim Gezeitenwechsel große Mengen planktonreichen Wassers vorbeiströmen.

## Merkmale
Die wurmartigen Fische werden maximal acht Zentimeter lang, haben eine sehr kurze Schnauze, die fast genau so hoch wie lang ist, und ein stark oberständiges, fast senkrecht stehendes Maul. Der Unterkiefer ist, von der Seite gesehen, hoch und innen schaufelförmig oder konkav. Der Rumpf wird von 15 Ringen von Knochenplatten umschlossen, beim Schwanz sind es 53 bis 55 Ringe. Die Rückenflossenbasis beginnt auf dem ersten bis zweiten Knochenring des Schwanzes. Sie wird von 30 bis 32 Flossenstrahlen gestützt. Die kleinen Brustflossen haben zehn bis zwölf Flossenstrahlen.
Die Pilzkorallen-Seenadeln sind fast vollständig weiß. Die einzige Farbmarkierung ist eine waagerechte, schmale, schwärzliche Linie, die zunächst quer durch die Augen verläuft, dann nach unten abknickt und nahe beim Maulwinkel endet. Diese schwarze Linie führte zur Benennung mit dem Artepitheton nigrolineatus.

## Fortpflanzung
Wie alle Seenadeln sind sie ovipar und betreiben Brutpflege. Die maximal 0,9 mm im Durchmesser messenden Eier werden nach der Ablage durch das Weibchen vom Männchen übernommen, um sie in zwei Reihen an der schwammartig veränderten Schwanzunterseite zu tragen. Der eiertragende Teil des Schwanzes erstreckt sich über 14 bis 20 Schwanzringe. Die Larven sind nach dem Schlupf etwa 7 mm lang.